# Wydział Mechaniczny Energetyki i Lotnictwa Politechniki Warszawskiej
Wydział Mechaniczny Energetyki i Lotnictwa (MEL, MEiL) − wydział Politechniki Warszawskiej. W jego skład wchodzą trzy jednostki organizacyjne: Instytut Techniki Cieplnej, Instytut Techniki Lotniczej i Mechaniki Stosowanej oraz odrębna jednostka organizacyjna jaką jest Dziekanat.

## Historia
W roku 1915 powstała Politechnika Warszawska, w jej skład wchodził Wydział Budowy Maszyn i Elektrotechniczny, którego dziekanem został inż. Stanisław Patschke. Rok później została zmieniona nazwa wydziału na Wydział Budowy Maszyn i Elektrotechniki. W roku 1920 nastąpiło odłączenie katedr związanych z elektrotechniką, a nazwę zmieniono na Wydział Mechaniczny. Na początku lat 30. ze składek zbieranych przez Ligę Obrony Powietrznej Państwa wybudowano gmach Instytutu Aerodynamicznego, gdzie przeniosła się Sekcja Lotnicza Wydziału Mechanicznego. Wyposażenie Instytutu stanowiły 4 tunele pomiarowe jeden o średnicy 1 m i trzy kolejne o średnicach 2,5 m, prace badawcze prowadzili tam m.in. Maksymilian Huber, Czesław Witoszyński, Czesław Bieniek, Jerzy Bukowski, czy Wacław Moszyński. W ramach Sekcji Lotniczej prace projektowe rozpoczęli Stanisław Rogalski, Stanisław Wigura, Jerzy Drzewiecki oraz Stanisław Prauss.
Wybuch II wojny światowej zastał Wydział Mechaniczny w trakcie rozbudowy i aktywnej działalności dydaktycznej. W połowie listopada 1939 władze okupacyjne zarządziły zamknięcie wszystkich szkół wyższych w Warszawie. Jednak Politechnika Warszawska nie zawiesiła działalności i prowadziła tajne nauczanie, w latach 1939–1944 Wydział Mechaniczny ukończyło 55 inżynierów.
W grudniu 1945 reaktywowany został Wydział Mechaniczny, jego dziekanem został prof. Stanisław Płużański, rozpoczęto kształcenie w kierunkach: energetyczno-konstrukcyjnym, komunikacyjnym, lotniczym, technologicznym i uzbrojenia. W roku 1951 podjęta została decyzja o połączeniu Politechniki Warszawskiej ze Szkołą Inżynierską imienia Wawelberga i Rotwanda. W wyniku połączenia na Politechnice Warszawskiej powstało pięć wydziałów mechanicznych: Mechaniczno-Konstrukcyjny, Lotniczy, Mechaniczno-Technologiczno-Konstrukcyjny, Mechaniczno-Technologiczny i Agromechaniczny. Dziekanem Wydziału Mechaniczno-Konstrukcyjnego został prof. Ignacy Brach, a Wydziału Lotniczego doc. Leon Niemand. W latach 1951–1953 powstały Gmach Nowy Lotniczy oraz Gmach Techniki Cieplnej.
Wydział Mechaniczny Energetyki i Lotnictwa powstał jesienią 1960 z połączenia Wydziału Mechaniczno-Konstrukcyjnego oraz Lotniczego. Pierwszym dziekanem nowo utworzonego wydziału został prof. Władysław Fiszdon. W roku 1962 powstał Instytut Techniki Cieplnej, którego pierwszym dyrektorem został prof. Stanisław Andrzejewski. W roku 1970 w wyniku zamiarów władz centralnych o likwidacji przemysłu lotniczego w Polsce, pomimo protestów władz uczelni i kręgów przemysłu lotniczego zabroniono kształcenia w specjalnościach lotniczych, zmieniono nazwę na Wydział Mechaniczny Energetyki Cieplnej (MEC) oraz zlikwidowano zakłady lotnicze (Zakład Automatyki i Osprzętu Lotniczego oraz Zakład Samolotów i Śmigłowców). W maju 1971 zarządzenie odwołano i Wydział powrócił do poprzedniej nazwy, a z Zakładów Aerodynamiki, Samolotów i Śmigłowców i Osprzętu utworzono Instytut Techniki Lotniczej i Hydrodynamiki. W roku 1975 z połączenia Instytutu Mechaniki Stosowanej oraz Instytutu Techniki Lotniczej i Hydrodynamiki powstał istniejący do dziś (2021) Instytut Techniki Lotniczej i Mechaniki Stosowanej, którego dyrektorem został doc. dr hab. Marek Dietrich.
Dziekani Wydziału MEiL:
- prof. dr hab. inż. Artur Rusowicz[2] od 2024
- prof. dr hab. inż. Janusz Frączek 2016–2024
- prof. dr hab. inż. Jerzy Banaszek 2008–2016
- prof. dr hab. inż. Krzysztof Kędzior 2002–2008
- prof. dr hab. inż. Tadeusz Jan Rychter 1996–2002
- prof. dr hab. inż. Andrzej Styczek 1990–1996
- prof. dr hab. inż. Piotr Wolański 1987–1990
- prof. dr hab. inż. Jacek Stupnicki 1984–1987
- prof. dr hab. inż. Jerzy Maryniak 1978–1984
- doc. dr inż. Wiesław Łucjanek 1975–1978
- prof. dr hab. inż. Marek Dietrich 1973–1975
- prof. dr hab. inż. Roman Gutowski 1969–1973
- prof. dr hab. inż. Piotr Orłowski 1967–1969
- prof. dr inż. Jan Oderfeld 1965–1967
- prof. dr hab. inż. Zbigniew Brzoska 1963–1965
- prof. dr inż. Władysław Fiszdon 1960–1963

## Działalność

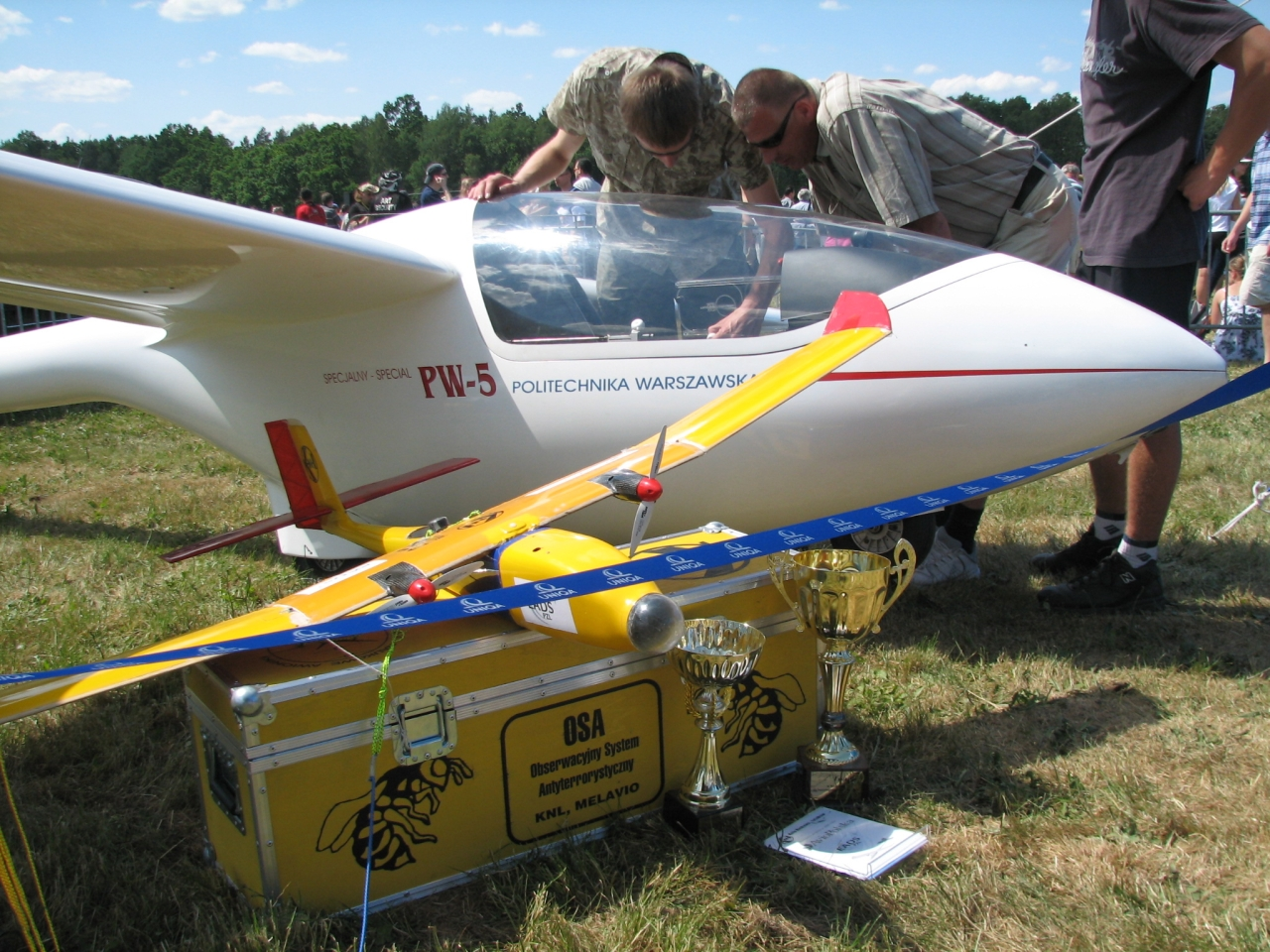
Prototyp szybowca PW-5 Smyk podczas XIII MPL w Góraszce

Wydział Mechaniczny Energetyki i Lotnictwa prowadzi prace badawcze we współpracy z wieloma instytucjami badawczymi i przemysłowymi. Do najważniejszych osiągnięć należy zaliczyć:
- opracowanie i zbudowanie w ramach programu ULS szybowców PW-5 Smyk i PW-6
- opracowanie przez zespół studentów pod kierunkiem Edwarda Margańskiego szkolno-sportowego samolotu M17/EM-5A/DK-1 Duduś Kudłacz[3][4]
- opracowanie i wdrożenie Systemu Nadzoru Bloków Energetycznych
- opracowanie i wdrożenie konstrukcji Parapodium PW, urządzenia umożliwiającego chodzenie osobom niepełnosprawnym ruchowo
- opracowanie i zbudowanie modeli samolotów zdalnie sterowanych przez zespoły studentów MEiL, które zdobyły pierwsze nagrody na konkursach SAE Aero Design w latach 1999, 2000, 2001, 2010[5], 2011[6], 2013[7][8][9], 2014[10], 2015[11], 2016[12] i 2017[13].
- zajęcie wysokich miejsc reprezentacji Studenckiego Koła Aerodynamiki Pojazdów w zawodach Shell Eco Marathon
  - 3. miejsce w swojej klasie paliwowej w 2006 roku
  - 4. miejsce w swojej klasie paliwowej w 2008 roku
  - 2. miejsce w swojej klasie paliwowej w 2009 roku
  - 1. miejsce w kategorii Urban Concept w 2013 roku[14]
- opracowanie i zbudowanie pierwszego polskiego satelity PW-Sat przez członków Studenckiego Koła Astronautycznego[15]
- opracowanie i zbudowanie motoszybowca nowej generacji AOS-71[16][17]
- opracowanie i zbudowanie motoszybowca o napędzie wodorowym AOS-H2[18]

Prace badawcze i naukowe obejmują swoim zakresem między innymi:
- badania nad silnikiem RDE (ang. Rotating Detonation Engine)[19][20]
- badania nad ogniwami paliwowymi[21][22][23][24]
- badania nad bezpieczeństwem komunikacyjnym (w tym próby zderzeniowe[25])
- badania nad powstawaniem, skutkami i zapobieganiem wybuchom przemysłowym[26]
- projektowanie i badania nad bezzałogowymi statkami latającymi[27][28]
- i inne

## Kierunki
Wydział MEiL prowadzi studia dzienne w 4 kierunkach kształcenia i w 13 specjalnościach:
- Automatyka i Robotyka
  - Robotyka
  - Biorobotyka
- Energetyka
  - Chłodnictwo i Klimatyzacja
  - Systemy i Urządzenia Energetyczne
  - Zrównoważona Energetyka
  - Energetyka Jądrowa
- Lotnictwo i Kosmonautyka
  - Automatyka i Systemy Lotnicze
  - Kosmonautyka
  - Napędy Lotnicze
  - Statki Powietrzne
- Mechanika i Budowa Maszyn
  - Komputerowe Wspomaganie Projektowania Inżynierskiego
  - Mechanika Stosowana

Od roku 2008 uruchomione zostały kierunki w języku angielskim:
- Power Engineering
- Aerospace Engineering
- Computer Aided Engineering

Studia zaoczne prowadzone są na kierunku Mechanika i Budowa Maszyn w 4 specjalnościach:
- Energetyka Cieplna
- Komputerowe Wspomaganie Projektowania Inżynierskiego
- Lotnictwo
- Robotyka

Jednocześnie Wydział MEL prowadzi studia II stopnia, na mocy porozumienia z dnia 7 marca 2003, dla absolwentów Wyższej Szkoły Oficerskiej Sił Powietrznych w Dęblinie wspólnie z kadrą dydaktyczną owej uczelni na kierunku Lotnictwo i Kosmonautyka w specjalnościach:
- Pilot Samolotu
- Pilot Śmigłowca
- Nawigator Naprowadzania

## Władze
Władze Wydziału w kadencji 2024–2028
- Dziekan: prof. dr hab. inż. Artur Rusowicz
- Prodziekan ds. ogólnych i nauki: dr hab. inż. Marek Wojtyra, prof. uczelni
- Prodziekan ds. dydaktycznych: dr inż. Maciej Zasuwa, prof. uczelni
- Prodziekan ds. studenckich: dr inż. Kamil Futyma

## Organizacja
W skład Wydziału MEiL wchodzą 2 instytuty i 12 zakładów dydaktycznych:
- Instytut Techniki Cieplnej
  - Zakład Maszyn i Urządzeń Energetycznych. mue.itc.pw.edu.pl. [zarchiwizowane z tego adresu (2012-01-27)].
  - Zakład Termodynamiki. zt.itc.pw.edu.pl. [zarchiwizowane z tego adresu (2009-09-12)].
  - Zakład Aparatury Procesowej i Chłodnictwa. zapich.itc.pw.edu.pl. [zarchiwizowane z tego adresu (2012-01-27)].
  - Zakład Pomp, Napędów i Siłowni. zpnis.itc.pw.edu.pl. [zarchiwizowane z tego adresu (2008-04-20)].
  - Zakład Silników Lotniczych
- Instytut Techniki Lotniczej i Mechaniki Stosowanej. itlims.meil.pw.edu.pl. [zarchiwizowane z tego adresu (2009-09-25)].
  - Zakład Aerodynamiki. mel.pw.edu.pl. [zarchiwizowane z tego adresu (2010-01-13)].
  - Zakład Automatyki i Osprzętu Lotniczego. mel.pw.edu.pl. [zarchiwizowane z tego adresu (2009-05-09)].
  - Zakład Mechaniki. itlims.meil.pw.edu.pl. [zarchiwizowane z tego adresu (2007-10-05)].
  - Zakład Podstaw Konstrukcji
  - Zakład Samolotów i Śmigłowców
  - Zakład Teorii Maszyn i Robotów
  - Zakład Wytrzymałości Materiałów i Konstrukcji. mel.pw.edu.pl. [zarchiwizowane z tego adresu (2009-08-04)].

## Znani absolwenci
- Maciej Aksler
- Bogumił Bereś
- Jan Gawęcki
- Wiesław Gębala – technolog pierwszego polskiego szybowca laminatowego „Jantar”[31]
- Przemysław Gintrowski – polski muzyk i kompozytor
- Tomasz Hypki – sekretarz Krajowej Rady Lotnictwa[32]
- Mieczysław Janowski
- Wiesław Jeleń – założyciel i wieloletni dyrygent chóru Epifania
- Andrzej Komor
- Adam Kurbiel – konstruktor pierwszego polskiego szybowca laminatowego „Jantar”[31]
- Maciej Lasek – przewodniczący Państwowej Komisji Badania Wypadków Lotniczych
- Edward Margański
- January Roman
- Tadeusz Sołtyk
- Sławomir Zawadzki – polski ekonomista i urzędnik państwowy oraz samorządowy
- Dominik Życki